# 富东乡
富东乡，是中华人民共和国云南省普洱市澜沧拉祜族自治县下辖的一个乡镇级行政单位。

## 行政区划
富东乡下辖以下地区：
富东村、桃子树村、打黑村、那东村、南滇村、小坝村、邦崴村和黄藤村。